# Cycle d'Omale
Pour les articles homonymes, voir Omale.
Le Cycle d'Omale est un ensemble de romans et de nouvelles créé par Laurent Genefort se déroulant sur Omale, une sphère de Dyson qui sert de cadre au récit. La première occurrence de la planète est dans le roman homonyme Omale (2001). L'ensemble du cyclé relève du planet opera.
C'est un univers cohérent qui sert de toile de fond à d'autres romans se rattachant au cycle : Les Conquérants d'Omale (2002), La Muraille Sainte d'Omale (2004) et Les Vaisseaux d'Omale (2014), ainsi que plusieurs nouvelles dont L'Affaire du Rochile (2008). 

## Cycle d'Omale
Par ordre chronologique de publication :
- Un roseau contre le vent, 2000 (nouvelle)
- Omale, 2001 (roman)
- Les Conquérants d'Omale, 2002 (roman)
- Arbitrage, 2002 (nouvelle)
- La Muraille Sainte d'Omale, 2004 (roman)
- Aparanta, 2006 (nouvelle)
- Patchwork, 2007 (nouvelle)
- L'Affaire du Rochile, 2008 (nouvelle)
- La Septième merveille d'Omale, 2012 (nouvelle)
- Croisées, 2012 (nouvelle)
- Les Vaisseaux d'Omale, 2014 (roman)
- Ethfrag, 2015 (nouvelle)
- Carnaval, 2017 (nouvelle)

Les nouvelles parues avant 2014 ont été regroupés dans un recueil nommé Les Omaliens, parue dans Omale, l'Aire humaine tome 2 en 2012.